# Exobasidiomycetes
Classe
Les Exobasidiomycetes sont une classe de champignons basidiomycètes dont tous les membres sont des parasites des plantes à fleurs.
Cette classe comprend huit ordres : Ceraceosorales, Doassansiales, Entylomatales, Exobasidiales, Georgefischeriales, Malasseziales, Microstromatales et Tilletiales.

## Liste des sous-classes
Selon ITIS (25 novembre 2014) :
- sous-classe Exobasidiomycetidae

## Liste des ordres, familles, genres et espèces
Selon NCBI (25 novembre 2014) :
- ordre des Ceraceosorales
  - famille des Ceraceosoraceae
    - genre Ceraceosorus
      - Ceraceosorus bombacis
- ordre des Doassansiales
  - famille des Doassansiaceae
    - genre Doassansia
      - Doassansia epilobii
      - Doassansia hygrophilae

    - genre Doassinga
      - Doassinga callitrichis

    - genre Nannfeldtiomyces
      - Nannfeldtiomyces sparganii

  - famille des Melaniellaceae
    - genre Melaniella
      - Melaniella oreophila

  - famille des Rhamphosporaceae
    - genre Rhamphospora
      - Rhamphospora nymphaeae
- ordre des Entylomatales
  - famille des Entylomataceae
    - genre Entyloma
      - Entyloma arnicale
      - Entyloma arnoseridis
      - Entyloma atlanticum
      - Entyloma australe
      - Entyloma bidentis
      - Entyloma browalliae
      - Entyloma calceolariae
      - Entyloma calendulae
      - Entyloma chrysosplenii
      - Entyloma comaclinii
      - Entyloma compositarum
      - Entyloma corydalis
      - Entyloma costaricense
      - Entyloma dahliae
      - Entyloma deliliae
      - Entyloma diastateae
      - Entyloma doebbeleri
      - Entyloma eryngii
      - Entyloma eryngii-plani
      - Entyloma eschscholziae
      - Entyloma fergussonii
      - Entyloma ficariae
      - Entyloma fuscum
      - Entyloma gaillardianum
      - Entyloma guaraniticum
      - Entyloma hieracii
      - Entyloma holwayi
      - Entyloma leontodontis
      - Entyloma linariae
      - Entyloma lobeliae
      - Entyloma madiae
      - Entyloma magocsyanum
      - Entyloma majewskii
      - Entyloma matricariae
      - Entyloma microsporum
      - Entyloma polysporum
      - Entyloma ranunculi-repentis
      - Entyloma serotinum
      - Entyloma zinniae

    - non-classé mitosporic Entylomataceae
      - genre Tilletiopsis
        - Tilletiopsis derxii
        - Tilletiopsis oryzicola
        - Tilletiopsis pallescens
        - Tilletiopsis penniseti

  - non-classé Unclassified Entylomatales
  - non-classé Entylomatales incertae sedis
    - genre Tilletiopsis
      - Tilletiopsis cremea
      - Tilletiopsis lilacina
      - Tilletiopsis washingtonensis
- ordre des Exobasidiales
  - famille des Brachybasidiaceae
    - genre Dicellomyces
      - Dicellomyces gloeosporus
      - Dicellomyces scirpi

    - genre Kordyana
      - Kordyana celebensis
      - Kordyana tradescantiae

    - genre Meira
      - Meira argovae
      - Meira geulakonigii
      - Meira miltonrushii
      - Meira nashicola

  - famille des Cryptobasidiaceae
    - genre Acaromyces
      - Acaromyces ingoldii

    - genre Clinoconidium
      - Clinoconidium bullatum

    - genre Coniodictyum
      - Coniodictyum chevalieri

    - genre Drepanoconis
      - Drepanoconis larviformis

    - genre Laurobasidium
      - Laurobasidium hachijoense
      - Laurobasidium lauri

  - famille des Exobasidiaceae
    - genre Arcticomyces
      - Arcticomyces warmingii

    - genre Exobasidium
      - Exobasidium arescens
      - Exobasidium bisporum
      - Exobasidium camelliae
      - Exobasidium camelliae-oleiferae
      - Exobasidium canadense
      - Exobasidium caucasicum
      - Exobasidium cylindrosporum
      - Exobasidium darwinii
      - Exobasidium dubium
      - Exobasidium euryae
      - Exobasidium ferrugineae
      - Exobasidium formosanum
      - Exobasidium gracile
      - Exobasidium hemisphaericum
      - Exobasidium inconspicuum
      - Exobasidium japonicum
      - Exobasidium karstenii
      - Exobasidium kishianum
      - Exobasidium kunmingense
      - Exobasidium lushanense
      - Exobasidium maculosum
      - Exobasidium miyabei
      - Exobasidium myrtilli
      - Exobasidium nobeyamense
      - Exobasidium otanianum
      - Exobasidium oxycocci
      - Exobasidium pachysporum
      - Exobasidium pentasporium
      - Exobasidium perenne
      - Exobasidium pieridis
      - Exobasidium pieridis-ovalifoliae
      - Exobasidium pulchrum
      - Exobasidium reticulatum
      - Exobasidium rhododendri
      - Exobasidium rostrupii
      - Exobasidium sawadae
      - Exobasidium shiraianum
      - Exobasidium sundstroemii
      - Exobasidium symploci-japonicae
      - Exobasidium vaccinii
      - Exobasidium vexans
      - Exobasidium woronichinii
      - Exobasidium yoshinagae

    - genre Muribasidiospora
      - Muribasidiospora indica

  - famille des Graphiolaceae
    - genre Graphiola
      - Graphiola cylindrica
      - Graphiola phoenicis
- ordre des Georgefischeriales
  - famille des Eballistraceae
    - genre Eballistra
      - Eballistra brachiariae
      - Eballistra lineata
      - Eballistra oryzae

  - famille des Georgefischeriaceae
    - genre Georgefischeria
      - Georgefischeria riveae

    - genre Jamesdicksonia
      - Jamesdicksonia brunkii
      - Jamesdicksonia dactylidis
      - Jamesdicksonia irregularis
      - Jamesdicksonia ischaemiana

  - famille des Gjaerumiaceae
    - genre Gjaerumia
      - Gjaerumia ossifragi

  - famille des Tilletiariaceae
    - genre Phragmotaenium
      - Phragmotaenium indicum

    - genre Tilletiaria
      - Tilletiaria anomala

    - non-classé mitosporic Tilletiariaceae
      - genre Tilletiopsis
        - Tilletiopsis flava
        - Tilletiopsis fulvescens
        - Tilletiopsis minor

  - non-classé Georgefischeriales incertae sedis
    - genre Tilletiopsis
      - Tilletiopsis albescens
- ordre des Microstromatales
  - famille des Microstromataceae
    - genre Microstroma
      - Microstroma album
      - Microstroma juglandis

  - famille des Quambalariaceae
    - genre Quambalaria
      - Quambalaria coyrecup
      - Quambalaria cyanescens
      - Quambalaria eucalypti
      - Quambalaria pitereka
      - Quambalaria simpsonii

  - famille des Volvocisporiaceae
    - genre Volvocisporium
      - Volvocisporium grewiae
      - Volvocisporium triumfetticola

  - non-classé mitosporic Microstromatales
    - genre Rhodotorula
      - Rhodotorula bacarum
      - Rhodotorula hinnulea
      - Rhodotorula phylloplana

  - non-classé Microstromatales incertae sedis
    - genre Jaminaea
      - Jaminaea angkorensis
      - Jaminaea lanaiensis

    - genre Sympodiomycopsis
      - Sympodiomycopsis kandeliae
      - Sympodiomycopsis paphiopedili
- ordre des Tilletiales
  - famille des Tilletiaceae
    - genre Conidiosporomyces
      - Conidiosporomyces ayresii
      - Conidiosporomyces verruculosus

    - genre Erratomyces
      - Erratomyces patelii

    - genre Oberwinkleria
      - Oberwinkleria anulata

    - genre Tilletia
      - Tilletia aegopogonis
      - Tilletia anthoxanthi
      - Tilletia asperifolia
      - Tilletia ayresii
      - Tilletia barclayana
      - Tilletia bornmuelleri
      - Tilletia boutelouae
      - Tilletia brevifaciens
      - Tilletia bromi
      - Tilletia buchloeana
      - Tilletia caries
      - Tilletia caries x Tilletia laevis
      - Tilletia cerebrina
      - Tilletia challinorae
      - Tilletia chionachnes
      - Tilletia controversa
      - Tilletia ehrhartae
      - Tilletia elymi
      - Tilletia eremopoae
      - Tilletia fusca
      - Tilletia goloskokovii
      - Tilletia holci
      - Tilletia horrida
      - Tilletia hyalospora
      - Tilletia indica
      - Tilletia iowensis
      - Tilletia ixophori
      - Tilletia kimberleyensis
      - Tilletia laevis
      - Tilletia laguri
      - Tilletia lolii
      - Tilletia lolioli
      - Tilletia lycuroides
      - Tilletia maclaganii
      - Tilletia menieri
      - Tilletia micrairae
      - Tilletia moliniae
      - Tilletia narayanaraoana
      - Tilletia nigrifaciens
      - Tilletia obscuroreticulata
      - Tilletia olida
      - Tilletia opaca
      - Tilletia polypogonis
      - Tilletia puccinelliae
      - Tilletia pulcherrima
      - Tilletia rugispora
      - Tilletia savilei
      - Tilletia secalis
      - Tilletia setariae
      - Tilletia sphaerococca
      - Tilletia sterilis
      - Tilletia sumatii
      - Tilletia togwateei
      - Tilletia trabuti
      - Tilletia trachypogonis
      - Tilletia triticoides
      - Tilletia vankyi
      - Tilletia vittata
      - Tilletia walkeri
      - Tilletia whiteochloae